# 田中氏
田中氏是日本人的一個氏族，是日本第四大姓氏。

## 起源
1. 本姓源氏，原貫於上野國：出自清和源氏新田流里見義俊支流】始祖田中義清之一族。（義清乃是里見義俊之二男也）。日本安土桃山時代著名的茶人千利休者自称彼之子孫真実不詳。
2. 本姓源氏，原貫於上野國：出自清和源氏足利流畠山義純支流】始祖田中時朝之一族。（時朝乃是畠山義純之二男也）。明治時代著名的義人田中正造者彼之末裔。
3. 本姓源氏，原貫於近江國：出自宇多源氏】本貫近江州高島郡田中村（現滋賀縣高島市安曇川町田中）之一族。

日本安土桃山時代的武将田中吉政乃是一族。
吉政為諸侯於日本國筑後州柳川32万石。
吉政之子、忠政無嗣改易矣。支族為徳川柳営之旗本之一族。

## 参見
- 『新訂増補国史大系・尊卑分脉』黒板勝美 國史大系編修会（編），吉川弘文館，日本。
- 『群書類従』，塙保己一編，日本。
- 『姓氏家系大辞典』，太田亮著，角川書店刊，日本，1963年。